# Sagaropsis triangulifera
Sagaropsis triangulifera là một loài bướm đêm thuộc phân họ Arctiinae, họ Erebidae.